# Mito de la creación egipcio
Según el mito heliopolitano,sólo existían inmensas masas de aguas turbias cubiertas por absolutas venas, una oscuridad que no era la noche, pues ésta no había sido creada todavía, era el océano infinito conocido por los egipcios como el océano primordial Nun, que contenía todos los elementos del cosmos. Pero aun así no existían ni el Cielo ni la Tierra, tanto los hombres como los dioses aún no habían sido creados. No había vida ni muerte. El espíritu del mundo se hallaba disperso en un caos inmenso, hasta que, tomando conciencia se llamó a sí mismo; así nació el dios Ra el dios del Sol.
Ra estaba solo; así que decidió crear de su aliento a Shu (el viento), y de su saliva según la mitología creó a Tefnut (La humedad), y les ordenó que viviesen al otro extremo del Nun. Después Ra hizo emerger un espacio seco donde pudiese descansar; a aquel espacio seco le llamó tierra, y a la Tierra que emergió le llamó Egipto. Y como surgió de las aguas, viviría gracias a éstas; así que hizo que las aguas estuviesen en la Tierra; así nació el Río Nilo.
Ra fue creando la vegetación y los seres vivos a partir del Nun para llenar el vacío de la Tierra. Entre tanto, Shu y Tefnut tuvieron dos hijos, a los que llamaron Geb (El dios de la Tierra) y Nut (La diosa del Cielo). Geb y Nut se casaron; así, el cielo yacía sobre la tierra, copulando con el. Shu, celoso, los maldijo y los separó sosteniendo al cielo sobre su cabeza y sus hombros, y sujetando a la tierra con sus pies. Otras versiones cuentan que al estar Geb y Nut juntos el cielo y la tierra estaban unidos sin dejar espacio para la creación del dios Amón Ra, así que este le pidió a Shu que separara a sus hijos sosteniendo a Nut sobre su cabeza y sus hombros, desde aquel momento el viento yacía en medio del cielo y la tierra; aun así, Shu no pudo impedir que Nut tuviera hijas, las estrellas, así dando origen a la bóveda celeste.
Sin tener conocimiento alguno de lo ocurrido con Geb y Nut, Ra había enviado a uno de sus ojos a buscar a Shu y Tefnut para que le dijese lo ocurrido. Pero cuando el ojo regresó sin obtener lo que buscaba, otro ojo había ocupado su lugar. El primer ojo comenzó a llorar, hasta que Amón Ra lo colocó en su frente, creando así al Sol. De las lágrimas de aquel ojo que cayeron a la tierra nacieron los primeros hombres y las primeras mujeres, que poblaron la tierra de Egipto.
Todas las mañanas, Amón Ra recorría el cielo en una barca que flotaba sobre Nut, que ya cubría el cosmos dividiéndose en las aguas sobre el firmamento, y las aguas del abismo. Aquella barca de Amón Ra viajaba por el cielo transportando al Sol, iluminando así a la Tierra por un periodo de tiempo de doce horas hecho por los egipcios. Cada noche, Nut se tragaba él sol, pero éste se regeneraría la mañana siguiente, y Ra continuaba su viaje por la Duat, el equivalente del Infierno egipcio, dónde debía cruzar por doce puertas, una por cada hora de la noche, éstas estaban custodiadas por la serpiente enemiga de Amón Ra, Apep (O Apofis en  la serpiente, cuyo objetivo era acabar con el sol,Ho la Maat (El orden cósmico) si atravesaba la Duat, volvía a nacer de Nut el sol, y Amón Ra lo volvía a transportar por el cielo durante otras doce horas, dando origen a un nuevo día.